# Bowdoin (Maine)
Pour les articles homonymes, voir Bowdoin.
La ville de Bowdoin est située dans le comté de Sagadahoc, dans l’État du Maine, aux États-Unis. Sa population s’élevait à 3 061 habitants lors du recensement de 2010, estimée à 3 089 habitants en 2014.

## Source
- (en) Cet article est partiellement ou en totalité issu de l’article de Wikipédia en anglais intitulé « Bowdoin, Maine » (voir la liste des auteurs).